# Karachia xylochromella
Karachia xylochromella är en fjärilsart som beskrevs av Hans Georg Amsel 1968. Karachia xylochromella ingår i släktet Karachia och familjen fjädermott. Inga underarter finns listade i Catalogue of Life.